# 斯洛比德卡 (傑拉日尼亞區)
49°16′2″N 27°30′39″E / 49.26722°N 27.51083°E
斯洛比德卡（烏克蘭語：Слобідка）是位於烏克蘭西部的村莊，由赫梅利尼茨基州裡赫梅利尼茨基區的德拉日尼亞市鎮負責管轄。該村始建於1650年，面積0.76平方公里，海拔高度326米，2001年人口203，人口密度每平方公里265.7人。